# Малена еребија
Малена еребија (лат. Erebia orientalis) врста је лептира из породице шаренаца (лат. Nymphalidae). Спада у категорију угрожених и заштићених врста дневних лептира. У Црвеној је књизи Србије и заштићена је Законом о заштити природе.

## Опис врсте
Предња крила су јој уска, зашиљена, а црна окца правилно распоређена, округла и уоквирена наранџастим прстеном. Најмања је од свих еребија у Србији.

## Распрострањење и станиште
Ово је ендемична врста бугарских планина која се у Србији среће само на Старој планини, где насељава пашњаке изнад шумског појаса. 

## Биљке хранитељке
Биљке хранитељке су траве.